# Яблонна (гміна, Люблінський повіт)
Гміна Яблонна (пол. Gmina Jabłonna) — сільська гміна у східній Польщі. Належить до Люблінського повіту Люблінського воєводства.
Станом на 31 грудня 2011 у гміні проживало 7905 осіб.

## Площа
Згідно з даними за 2007 рік площа гміни становила 130.98 км², у тому числі:
- орні землі: 79.00%
- ліси: 17.00%

Таким чином, площа гміни становить 7.80% площі повіту.

## Населення
Станом на 31 грудня 2011:
| Опис     | Загалом | Загалом | Чоловіки | Чоловіки | Жінки | Жінки |
| -------- | ------- | ------- | -------- | -------- | ----- | ----- |
| одиниця  | осіб    | %       | осіб     | %        | осіб  | %     |
| все      | 7905    | 100     | 3843     | 48.61    | 4062  | 51.39 |
| міське   | 0       | 100     | 0        |          | 0     |       |
| сільське | 7905    | 100     | 3843     | 48.61    | 4062  | 51.39 |

## Сусідні гміни
Гміна Яблонна межує з такими гмінами: Бихава, Ґлуськ, Кшчонув, Пяски, Стшижевіце.